# Elytrimitatrix incognita
Elytrimitatrix incognita là một loài bọ cánh cứng trong họ Cerambycidae.